# Kościół św. Józefa w Czarnym Lesie
Kościół św. Józefa w Czarnym Lesie – rzymskokatolicki kościół, istniał od 1885 do około 1934 roku w Czarnym Lesie, który leżał początkowo w granicach Bytomia, od 1922 roku znajdował się w obrębie Nowego Bytomia.

## Historia

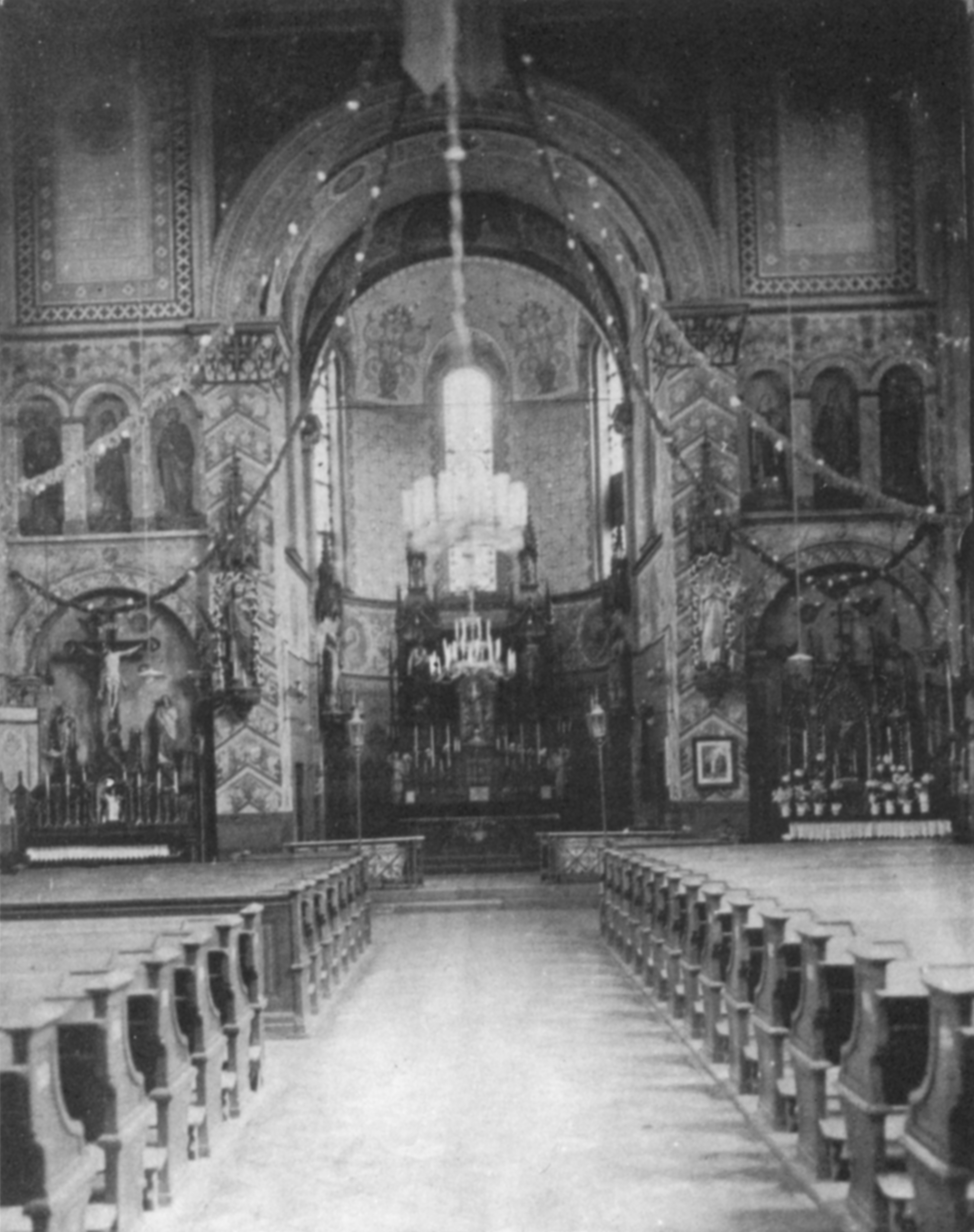
Wnętrze kościoła św. Józefa

Na skutek niewystarczającego miejsca dla wiernych ośrodka duszpasterskiego w Eintrachthütte w szkolnej kaplicy podjęto decyzję o budowie kościoła. Dekretem biskupa wrocławskiego Roberta 17 maja 1883 roku utworzono nową parafię św. Józefa, którą wyłączono z Parafii Wniebowzięcia Najświętszej Maryi Panny w Bytomiu. Obejmowała ona Czarny Las i m.in. osady Friedenshütte i Eintrachthütte. Wybór świętego Józefa na patrona parafii stanowił nawiązanie do nabożeństw odprawianych w magazynie stolarni huty żelaza Friedenshütte przez księdza Józefa Szafranka. Bytomski magistrat podarował działkę o powierzchni 74,8 a pod budowę kościoła. Kamień węgielny pod budowę kościoła poświęcono 7 maja 1884 roku. Uroczystości towarzyszyła gra kapeli kościelnej z Lipin. Ksiądz Norbert Bonczyk napisał z tej okazji specjalną pieśń, która ukazała się w druku jako okolicznościowe karty nakładem bytomskiego wydawnictwa B. Wylezol & Co. pt. Pamiątka uroczystości poświęcenia kamienia węgielnego kościoła katolickiego w Czarnym Lesie bytomskim dnia 7 maja 1884 r., oraz w wersji niemieckiej pt. Andenken an das frohe Fest der Grundstein – Weihe für die katholische Kirche zu Eintrachthütte im Schwarzwalde im Mai 1884. Murowany, ceglany gmach kościoła, który mógł zgromadzić 1300 wiernych, budowano od kwietnia 1884 roku do 1885 roku według projektu Paula Jackisha. Kościół konsekrowano 26 października 1885 roku. W 1885 roku gliwicka firma Kurzer wykonała organy dla tejże świątyni. W pobliżu kościoła wybudowano plebanię i budynki gospodarcze, w tym stajnie. Świątynia była położona na kopalnianym osiedlu, tzw. Otylii, między Nowym Bytomiem a Zgodą, w sąsiedztwie kopalni węgla kamiennego Otylia. Przewidywano, że rozwój urbanistyczny obejmie tereny wokół kościoła, tak się jednak nie stało i świątynia pozostała na uboczu.
Kościół stracił na znaczeniu po wzniesieniu kościoła św. Pawła Apostoła w Rudzie Śląskiej-Nowym Bytomiu w 1912 roku. Z uwagi na lokalizację oraz szkody górnicze postanowiono wznieść nowy kościół św. Józefa w Świętochłowicach, który konsekrowano w 1931 roku. Działkę na jego wzniesienie przekazała kopalnia węgla kamiennego Niemcy, która również odkupiła starą świątynię wraz z plebanią i zabudowaniami gospodarczymi.
Ostatnie nabożeństwo w świątyni odbyło się 29 listopada 1931 roku. Kościół został zamknięty w 1931 roku, a następnie rozebrany z powodu szkód górniczych nakazem sądu z listopada 1934 roku (według innego źródła decyzja o rozbiórce zapadła w 1932, a sama rozbiórka miała dokonać się w czerwcu 1933 roku). Gruz z rozbiórki wykorzystano do zasypania pobliskiego zapadliska. Do nowej świątyni ze starego kościoła przeniesiono m.in. ławki, organy i ołtarz, który pozbawiono elementów gotyckich.
Po kościele pozostały fundamenty i resztki murów oraz plebania z końca XIX wieku przy ul. Józefa Lompy 2 w Rudzie Śląskiej, w której utworzono małe mieszkania socjalne.
W kościele Służebnica Boża Maria Dulcissima Hoffmann przyjęła chrzest oraz przystąpiła do I komunii świętej.